# أحمد السباعي
أحمد محمد السباعي ، (1905 - / 1984)، أديب وقاص وصحافي سعودي ينتمي لقبيلة آل سباعي الأدارسة الحسنين ، أسس الصحافة السعودية، ولُقب بـ (شيخ المؤرخين السعوديين)، وهو تربوي رائد في وضع المناهج الدراسية ، أصدر عدد من الصحف والمجلات التي تُعد من أوائل الإصدارات في الصحافة السعودية، ورأس تحرير أقدم وأبرز الصحف كصحيفة (صوت الحجاز)، كما يُعد رائدًا للمسرح، فقد أسس أول مسرح في السعودية بالمفهوم الحديث، ومُنح جائزة الدولة التقديرية في الأدب عام 1404 هـ، واستلم جائزتها من يد الملك فهد بن عبد العزيز، في حفل أقيم تكريمًا له ولزميليه حمد الجاسر وعبد الله بن خميس.

## حياته
ولد السباعي عام 1323 هـ في مكة المكرمة، وتعلم أولاً في الكتاتيب حيث حفظ القرآن الكريم، ثم دخل أول مدرسة نظامية أسسها الشريف حسين في مكة، وانتقل بعدها إلى المدرسة الراقية، وقد عمل بعدها بالتدريس، ووضع أول منهج وطني للقراءة والمطالعة من ستة اجزاء قررته مديرية المعارف على مدى سنوات المرحلة الابتدائية الست أطلق عليه «سلم القراءة العربية». وبدأ رحلته الأدبية بالكتابة في جريدة صوت الحجاز، عندما أنشئت الشركة العربية للطباعة والنشر عهد إليه بأن يتولى إدارة جريدة صوت الحجاز، ثم أصبح بعد ذلك مديرا لشركة الطبع والنشر ومديراً للجريدة ورئيسا لتحريرها، انتقل بعد ذلك للعمل بوزارة المالية فترة من الزمن طلب بعدها الإِحالة على التقاعد ليتفرغ للأدب والثقافة والتأليف عام 1370 هـ، ثم أسس مطبعة الحرم التي أطلق عليها فيما بعد مسمى مطبعة قريش، وفي سنة 1377 هـ أصدر جريدة الندوة ثم تخلى عنها بعد انضمامها إلى جريدة حراء، وأصدر مجلة قريش سنة 1380 هـ واستمر في إصدارها حتى أتى عهد المؤسسات فتركها سنة 1383 هـ، وقد لقب فيما بعد بشيخ الصحافة السعودية.

## أعماله
- أصدر جريدة الندوة.
- أصدر مجلة قريش.
- وضع عدد من المناهج الدراسية التعليمية، مثل: سلم القراءة.[3]
- أسس أول مسرح في مكة باسم (دار قريش للتمثيل القصصي الإسلامي).[4]
- أرّخ لمكة وكتب عنها قديمًا وحديثًا في كتابه (تاريخ مكة).[3]
- أسس مطبعة الحرم (سميت لاحقًا بمطبعة قريش)[7]

## مؤلفاته
لأحمد السباعى في مجال التأليف عدد من الكتب، منها ما هو قصص قصيرة، ومنها ما هو ترجمة ذاتية، ومنها ما هو تاريخي، ومنه ما هو في التربية والتوجيه الاجتماعى وتحليل الجرائم ودوافعها، ومنها ما هو في مناسك الحج والأماكن المقدسة (المرشد في الحج والزيارة)، وكذلك له كتاب في الأمثال الشعبية (الأمثال الشعبية في مدن الحجاز)، بالإضافة إلى.
1. تاريخ مكة.
2. سلم القراءة العربية (ويقع الكتاب في ستة أجزاء، وقد قررته مديرية المعارف في منهاجها، فأصبح بذلك السباعي أول مؤلف للمنهج المدرسي السعودي.
3. فكرة.
4. يوميات مجنون.
5. أبو زامل.
6. دعونا نمشي.
7. أيامي.
8. خالتي كدرجان.

### إنتاجه الروائي والقصصي
اشتهر السباعي بريداته للفن القصصي، ففي عام 1948م أصدر روايته (فكرة)، وهي رواية تعليمية إصلاحية تهدف إلى الثورة على التقاليد البالية واستقلال الشخصية، وقد أهداهاإلى ولديه كما يظهر من قوله:«ستقرآن في قصتي نوعًامن الأفكار التي تساورني في حياتي، وتجدان فيها مثلاً من المثل التي عشت أحلم بها، ولم أحقق بالنسبة لنفسي شيئًا منها». وجعل السباعي بطلة هذه القصة فتاة أسماها (فكرة)، وهي فتاة بطلة من الطائف تحدث عنها السباعي بإيجاز على غلاف روايته بقوله: إنها فتاة «هازئة بقواعد الحياة.. لا يغريها من جمالها وفتنتها ما يغريها في الرأي مصدره المنطق الصحيح» بينما واقع الرواية أن السباعي يعبر من خلالها عن شخصيته وآرائه في شتى شؤون المجتمع والفكر والحياة.
وللسباعي مجموعة قصصية أسماها: (خالتي كدرجان) يستحضر السباعي في أكثرها أيام طفولته في أواخر العصر العثماني، فالخالة كدرجان هي الفتاة الثرية التي كان الطفل السباعي يلعب في بيتها، وهي التي حرمها أهلها من الزواج طمعًا في أموالها وماتت ولم تتزوج. وله قصة أخرى بعنوان: (صبي السلتاني) وهذا الصبي كان يعمل عند سواء في مكة المكرمة وكان يتظاهر بالبلاهة وفي النهاية اكتشف أنه جاسوس خطير للدستور من العثمانيين. وله قصة أخرى تعتبر من أطول قصص المجموعة وهي (اليتيم المعذب)، وكان السباعي قد نشرها مسبقًا تحت عنوان: (صحيفة السوابق). "وهي تروي ما لقيه ذلك اليتيم من صنوف القسوة والذل على يدي زوجة الرجل الطيب الذي تبناه ومات، وتفضي الحال بذلك اليتيم إلى الجريمة والسجن والتشرد. ونحن نرى في هذه القصص وفي القصص الثلاث الأخرى التي تضمها هذه المجموعة اهتمام المؤلف بتصوير الواقع الاجتماعي واستعادة الذكريات القديمة التي عاشها في مكة المكرمة القديمة- وتكاد تكون هذه الأقاصيص استمرارًا لذكريات السباعي التي كتبها في "أيامي"، ونلاحظ أن قصتين منهما: اليتيم المعذب"، و"بعد أن طاب السفرجل " تتابعان مشكلة الطفولة التي استحوذت على معظم اهتمامه".

## وفاته
توفي سنة 1404 هـ.

## انظر ايضاً
- أحمد محمد جمال

## وصلات خارجية
- أحمد السباعي.. شيخ المؤرخين.